# Ветеран (Вайомінг)
Ветеран (англ. Veteran) — переписна місцевість (CDP) в США, в окрузі Ґошен штату Вайомінг. Населення — 21 особа (2020).

## Географія
Ветеран розташований за координатами 41°57′46″ пн. ш. 104°23′11″ зх. д. / 41.96278° пн. ш. 104.38639° зх. д. (41.962665, -104.386250).  За даними Бюро перепису населення США в 2010 році переписна місцевість мала площу 3,46 км², уся площа — суходіл.

## Демографія
Згідно з переписом 2010 року, у переписній місцевості мешкали 23 особи в 11 домогосподарстві у складі 4 родин. Густота населення становила 7 осіб/км².  Було 14 помешкання (4/км²).
Расовий склад населення:
| - 87,0 % — білих - 8,7 % — корінних американців |

До двох чи більше рас належало 4,3 %. Частка іспаномовних становила 0,0 % від усіх жителів.
За віковим діапазоном населення розподілялося таким чином: 30,4 % — особи молодші 18 років, 34,8 % — особи у віці 18—64 років, 34,8 % — особи у віці 65 років та старші. Медіана віку мешканця становила 42,5 року. На 100 осіб жіночої статі у переписній місцевості припадало 187,5 чоловіків;  на 100 жінок у віці від 18 років та старших — 433,3 чоловіків також старших 18 років.
Цивільне працевлаштоване населення становило 18 осіб. Основні галузі зайнятості: мистецтво, розваги та відпочинок — 61,1 %, будівництво — 38,9 %.